# Омаха-понка
Омаха-понка (Mahairi, Omaha-Ponca, Ponka, Ppankka, Umanhan) - вымирающий сиуанский язык, на котором говорят племена омаха и понка, которые проживают на территории Ред-Рок на юге центральной части штата Оклахома (диалект понка), в деревнях Мэси и Уолтхилл на юго-востоке штата Небраска (диалект омаха) в США. Между диалектами омаха и понка есть полная взаимопонятность.